# Carl Kallstenius
Carl Albert Viktor Kallstenius, född 7 september 1823 i Björskogs församling i Västmanland, död 2 juli 1898 i Stockholm, svensk riksdagsman.
Kallstenius blev 1843 student vid Uppsala universitet, där han 1847 avlade kameralexamen. Han tjänstgjorde därefter i flera ämbetsverk i Stockholm, men slog sig 1853 ned som lantbrukare på sin egendom Marientorp nära Mariefred. Efter att förut ha använts i hemortens offentliga uppdrag representerade Kallstenius 1867–1872 under de två första mandatperioderna efter den nya representationsförändringen Åkers, Selebo och Daga härad i andra kammaren, där han gjorde sig bemärkt som en av det nybildade lantmannapartiets ledande män. Han tillhörde dess förtroenderåd och hade 1869–1871 plats i statsutskottet.
Partiets vid denna tid framträdande försvarsnihilistiska tendenser störde dock harmonien med Kallstenius, som också 1871 gjorde sitt utträde ur detsamma, för att ansluta sig till "intelligensen". Efter Abelinska härordningsförslagets fall samma år uppgjorde Kallstenius ett förmedlingsförslag, avsett att bereda rust- och rotehållare tillfälle att friköpa sig från roteringsbördan, vilket dock av andra kammaren avslogs. Kallstenius, som även av motståndarna erhållit erkännande som en human och bildad man med sakligt och redigt, om ock ej vidare livfullt framställningssätt, föll därefter igenom vid 1872 års val. Han var 1869–71 medlem av teaterkommittén och verkade sina sista levnadsår som reseinspektör för Allmänna brandförsäkringsverket för byggnader på landsbygden.